# 悒うつぼ
悒 うつぼ（ゆう うつぼ）は、日本のシンガーソングライター。

## 人物
悒鬱（ゆううつ）の“悒”の字をアーティスト名に取り入れた、悒（ゆう）うつぼ。自身で作詞作曲、アレンジ、歌唱、ミックスを行うマルチクリエイターで、2018年5月より動画投稿サイトでミュージックビデオを発表、活動している。

初インタビュー：音楽ルーツ・制作背景・MVに執着する理由

## ディスコグラフィ

### 配信シングル
| 配信日         | タイトル     | 規格                   | 収録アルバム |
| -------------- | ------------ | ---------------------- | ------------ |
| 2018年5月22日  | 籠り唄       | デジタル・ダウンロード | 嘘八百       |
| 2018年10月9日  | 落魄フード   | デジタル・ダウンロード | 嘘八百       |
| 2019年3月11日  | 埖           | デジタル・ダウンロード | 嘘八百       |
| 2019年8月15日  | 洟垂れ天狗   | デジタル・ダウンロード | 嘘八百       |
| 2020年7月22日  | てねてね     | デジタル・ダウンロード | 嘘八百       |
| 2020年7月22日  | 幽栖         | デジタル・ダウンロード | 嘘八百       |
| 2021年3月15日  | 凮邪藥       | デジタル・ダウンロード |              |
| 2021年4月18日  | 婆心古狸     | デジタル・ダウンロード | 回送行き     |
| 2021年7月25日  | 肴にした冗談 | デジタル・ダウンロード | 回送行き     |
| 2021年9月18日  | 海鼠         | デジタル・ダウンロード |              |
| 2022年2月27日  | 四阿語り     | デジタル・ダウンロード | 回送行き     |
| 2022年6月5日   | 売らん哉     | デジタル・ダウンロード | 回送行き     |
| 2022年12月11日 | 一緒くた     | デジタル・ダウンロード | 回送行き     |
| 2023年2月25日  | 孑孒         | デジタル・ダウンロード | 回送行き     |
| 2023年9月30日  | ろは         | デジタル・ダウンロード | 画餅         |
| 2024年3月2日   | 一寸先       | デジタル・ダウンロード | 画餅         |
| 2024年3月10日  | 家出         | デジタル・ダウンロード | 画餅         |
| 2024年3月23日  | 花と仏       | デジタル・ダウンロード | 画餅         |
| 2024年8月4日   | 指折り       | デジタル・ダウンロード | 画餅         |
| 2025年1月24日  | 春も曙       | デジタル・ダウンロード |              |
| 2025年4月5日   | 無駄骨       | デジタル・ダウンロード |              |
| 2025年7月27日  | 来ない遠足   | デジタル・ダウンロード |              |

## ミュージックビデオ
| 監督          | 曲名 |
| 谷口 修       | 「籠り唄」 「落魄フード」 「埖」 「洟垂れ天狗」 「てねてね」 「幽栖」 「婆心古狸」 「肴にした冗談」 「四阿語り」 「売らん哉」 「一緒くた」 「孑孒」 「狼藉」 「鶴首」 「ろは」 「判じ絵」 「一寸先」 「指折り」 「行方不明」 「無駄骨」 「来ない遠足」 |
| Zennyan,osiro | 「凮邪藥」 |
| IDONO KAWAZU  | 「海鼠」 |